# Jostein Gaarder
Jostein Gaarder /ˈju:staɪn ˈgɔːrdər/ (Oslo, 8 de agosto de 1952) es un escritor noruego, autor de novelas, cuentos y libros para niños. En Bergen, impartía clases de la materia de Filosofía e Historia de las Ideas en una escuela. 

## Biografía
En 1990 recibió el Premio Nacional de Crítica Literaria en Noruega y el Premio Literario del Ministerio de Asuntos Sociales y Científicos por El misterio del solitario y al año siguiente el Premio Europeo de Literatura Juvenil. En 2012 se editó su libro Det spørs (Me pregunto), con ilustraciones del artista turco-noruego Akin Düzakin, que abarca cincuenta cuestiones filosóficas universales para propiciar el diálogo intergeneracional. Las interrogantes se refieren tanto a cuestiones morales (la amistad, la justicia, la belleza) como metafísicas (el universo, la vida, la muerte, Dios). Según expresó Gaarder, la pregunta filosófica más importante del presente es una que no incluyó en su libro: ¿cómo será el ser humano en el futuro?.

## Obras
- El misterio del solitario (Kabalmysteriet, 1990)
- El mundo de Sofía (Sofies verden, 1991)
- El misterio de Navidad (Julemysteriet,1992)
- El enigma y el espejo, 1993)
- Vita Brevis, 1996)
- Maya (1999)
- ¿Hay alguien ahí? (Hallo? Er det noen her?, 1996)
- El vendedor de cuentos(sirkusdirektørens datter, 2002)
- La joven de las naranjas (Appelsinpiken, 2003)
- Jaque mate (Sjakk matt, 2006)
- El castillo de los Pirineos (Slottet i Pyreneene, 2008)
- El libro de las Religiones (2009)
- Somos nosotros los que estamos aquí ahora (2022)